# Ландолд II
Ландолд II фон Хабсбург или Ланцелин II (на немски: Landold II von Habsburg, Lanzelin II; † 28 октомври 1027) от род Хабсбурги, е през 992 г. фогт на Райхенау.

## Произход
Той е син на граф Ланцелин († 991) фон Алтенбург и на Луитгард фон Тургау или на Лиутгард (Лютгард фон Неленбург (* 960). Брат е на Вернер I, епископ на Страсбург (1001 – 1028), Радбот († 1045) и на Рудолф I († ок. 1063/1064).

## Фамилия
Ландолд II се жени за Берта фон Бюрен, вероятно дъщеря на Фридрих фон Бюрен (прародител на Хоенщауфените). Двамата имат децата:
- Ландолд III († 1024), фогт на Райхенау
- дъщеря, омъжена за граф Бертхолд († 1024), майка на херцог Бертхолд I, основателят на род Церинги.[3][4]